# Laurențiu Man

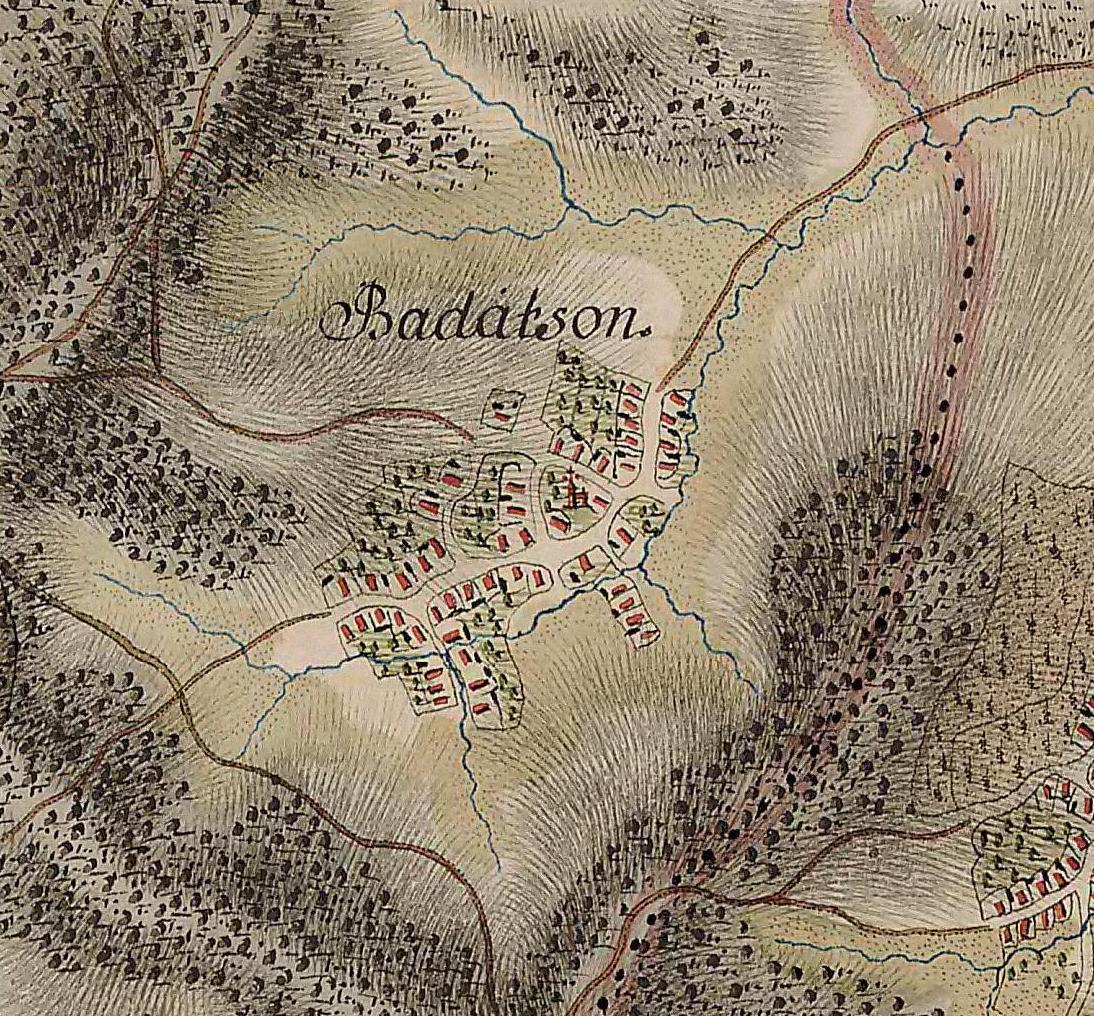
O harta din sec. 18 a localitatii Badátson, unde Laurențiu Man avea resedinta

Laurențiu Man a fost un nobil de origine romană aflat în serviciul lui Leopold I, Împărat al Sfântului Imperiu Roman.
Laurențiu Man a intrat în serviciul Casei de Habsburg care la sfârșitul secolului 17 prelua gradual controlul asupra teritoriului de la est de Regatul Ungariei. Moșia lui Laurențiu Man se afla la Bădăcin – așezat pe o vale destul de mică – la doar 5 km de capitala Comitatului Crasna, Șimleu Silvaniei. În perioada în care a trait Laurențiu Man, regiunea sa se afla în apropiere de trei granițe: Regatul Ungariei, Principatul Transilvaniei și Pașalâcul de la Oradea.

## Diploma de înnobilare emisă de Împăratul Leopold I
Ca o recompensă pentru loiatitatea față de Casa de Habsburg, Laurențiu Man a fost innobilat de Leopold I, Împărat al Sfântului Imperiu Roman pe 7 decembrie 1699 la Viena. Diploma de înnobilare a fost semnată de Împăratul Leopold I, de cancelarul Transilvaniei Sámuel Kálnoky și de Andreas Szentkereszty (1662–1736). Diploma de înnobilare a fost scrisã, alcãtuitã și cititã de Matte Benignissime".
| “ | Odată cu mijlocirea unor domni consilieri credincioși ai noștri, luând aminte și considerând credința și slujbele credincioase ale credinciosului nostru nobil LAURENȚIU MAN pe care l-a făcut și Îndeplinit cu fidelitate, mai Întâi domnului Austriei, adică predecesorilor noștri și apoi nouă, conform exigenței posibilității sale și după varietatea locurilor și a timpurilor, pe același LAURENȚIU MAN și fiul său Ilie, având ca și soție pe Nagy Viràgsi ca fii pe loan, Mihail și Petru și toți moștenitorii și succesorii lui de ambele sexe, din milostivirea noastră specială și din plinătatea puterii noastre, am hotărât să-l scoatem din starea de rând și nobilă În care s-a născut și a stat până acuma și să-l socotim, să-l Înglobăm, să-l cooptăm și introducem cu milostivire În rândul și numărul adevăraților nobili ai ținutului nostru al Hungariei și a altor părți supuse, după cum Îl și socotim, Înglobăm și cooptăm și introducem, hotărând În chip lămurit că de acum Înainte ca acesta și toți moștenitorii și succesorii lui de ambele sexe, să fie considerați de nobili adevărați și neÎndoioși. | ” |

Blazonul familiei: 
| “ | Însemnul acestei nobilități adevărate și perfecte Îi dăm și conferim cu milostivire, Încuviințând și hărăzind, acest blazon sau Însemn al nobilității, adică un scut militar de culoare albastră ca cerul, pe al cărui fundal sau câmp se vede un soldat Îmbrăcat până la umăr cu o Îmbrăcăminte de culoare roșie, ținând În mână o cunună verde de grâne În care este Înfățișat un porumbel alb. Deasupra scutului este așezat un coif militar, pe care Îl acoperă o coroană regală, Împodobită potrivit cu pietre prețioase și mărgăritare. Din vârful coifului betele și panglici de culoare roșie și albe atârnând În jos, Înconjoară și Împodobesc foarte frumos laturile și marginile scutului, după cum toate acestea se văd mai bine În capul său la Începutul acestei scrisori de nobilitate, fiind pictate mai clar de o mână iscusită În arta picturii. Cu milostivire Îl dăm și conferim susnumitului LAURENȚIU MAN, și fiului său Ilie și tuturor moștenitorilor și urmașilor săi de ambele sexe Încuviințând și hărăzind ca ei să poarte blazonul prescris sau Însemnul nobilității, după obiceiul celorlalți nobili adevărați și distinși ai ținutului nostru Hungaria și a altor părți supuse și provinciilor nobile moștenite, care folosesc blazoanele În tot locul: lupte, În Întrecerile cu lancea, În turnire, dueluri, loviri și În alte tot felul de lupte nobiliare și militare, precum și pe sigilii, steaguri, cortine, pânze, covoare, inele, pe case, scuturi, pavilioane, morminte, În general pe tot felul de lucruri și rânduieli, ca titlu de nobilitate absolută și adevărată, prin care să-i ridice de lângă toți oamenii de orice stare, clasă, condiție, demnitate și treaptă mai Înaltă. | ” |

Laurențiu Man si toti urmasii sai au fost scutiti de impozite si taxe: 
| “ | Vrem să-i declarăm, să-i ținem, să-i numim deosebiți de distinși ca să poată beneficia și bucura În veci, de toate onorurile, milostivirile, privilegiile, favorurile, libertățile, imunitățile și prerogativele de care ceilalți nobili adevărați, născuți și neÎndoioși și oameni militari, de drept și după obiceiul vechi se bucură, cu atât mai rnult apoi pentru declarația mai amplă a bunăvoinței noastre față de acesta, am hotărât să scoatem și să scutim, să o eliberăm și să o Înnobilăm casa lui, situată În moșia Badátson din comitatul Krasna, care se invecinează de la răsărit până la apus cu Dancz Arvan și de la sud la nord cu drumul public al satului și dealul cu vii a susnumitului Sigismund Csomakozi stăpânul din partea locului, de toate dările, taxele și contribuțiile noastre atât ordinare cât și extraordinare, de plata dărilor și a veniturilor cămării noastre, de prestarea oricăror slujbe iobăgești și particulare, de asemenea viile, semănăturile, culturile agricole și orice fel de moșteniri ale sale, le scoatem pe veci de plata dijmelor, nonelor, dărilor de cap și de plata dreptului și a consului de munte, ceea ce le scutim, le eliberăm și Înnobilăm prin scrisoarea prezentă. De aceea credincioșilor, aleșilor și nobililor comiți, vicecomiți și juzi ai nobililor, strângătorilor de dare, dijmuitorilor, strângătorilor de none, computatorilor și perceptorilor noștri de tot felul de contribuții, dijme și none, conducătorilor susnumitului comitat Krasna, de asemenea administratorilor și castelanilor cetății noastre, de asemenea juzilor și juraților posesiunii amintite mai Înainte, Badátson, celor de azi, și celor care se vor rândui pe viitor, de asemenea și altora pe care Îi interesează sau Îi va interesa, care vor cunoaște cuprinsul scrisorii, prin aceasta le ordonăm serios și le cererm ferm, ca, după ce vor primi scrisoarea de față, pe numitul LAURENȚIU MAN pe fiul acestuia Ilie și pe toți moștenitorii și urmașii lui de ambele sexe să nu Îndrăznească și să nu aibă cutezanța a-i opri, a-i tulbura, a-i molesta, a-i păgubi, Într-un cuvânt la nici un fel de cenzuri, taxe și contribuțiuni ale noastre, atât ordinare cât și extraordinare, la plata dărilor și a veniturilor cămarei, de a Încerca și a-i sili la plata și veniturilor cămarei, la prestarea oricăror slujbe iobăgești sau private, la plata dreptului și a consului de munte, ci acea casa și toate averile trebuie să le considerați și să le țineți cu toate mijloacele ca scutite, ocrotite, eliberate si Înnobilate. | ” |

Ioan Maniu (1833–1895) a fost unul dintre descendenții lui Laurențiu Man.